# Малая Олма
Малая Олма (мар. Олма почиҥга) — деревня в Куженерском районе Республики Марий Эл. Входит в состав Юледурского сельского поселения.

## География
Находится в северо-восточной части республики Марий Эл на расстоянии приблизительно 21 км на восток от районного центра посёлка Куженер.

## История
Основана в XIX веке. В деревне в 1920-х годах было 21 хозяйство. В 1943 году в деревне было 18 дворов, в 1950 году 11 дворов, где проживали 53 человека, в 1960 году 14 хозяйств, проживал 101 человек. В 2005 года в деревне находилось 4 дома. В советское время работал колхоз «Трактор».

## Население
Население составляло 16 человек (мари 100 %) в 2002 году, 13 в 2010.